# Zapor Stara Gradiška
Zapor Stara Gradiška je nekdanji zapor v Stari Gradiški na Hrvaškem.    
Zapor je bil ustanovljen leta 1799.
Nekdanji avstro-ogrski zapor je med drugo svetovno vojno ustaški režim uporabljal kot koncentracijsko taborišče Stara Gradiška, del kompleksa Jasenovac, največjega uničevalnega taborišča v okupirani Jugoslaviji. 
Od leta 1945 do konca leta 1989 v času SFRJ so bili v zaporu Stara Gradiška zaprti politični zaporniki komunističnega režima, kjer so jih zasliševali, zastrupljali in mučili.
Zapor je v začetku leta 1990 zaprla Socialistična republika Hrvaška, uradno pa je bila sprejeta odločitev februarja 1991. Od oktobra 1991 do julija 1993 so zapor ponovno odprli krajinski Srbi, ki so med hrvaško osamosvojitveno vojno vanj zapirali številne Hrvate.
Občina načrtuje preureditev zapora v muzej. Katoliška cerkev namerava na tem območju zgraditi spominsko cerkev v spomin žrtvam zapora.